# Vittore Carpaccio
Vittore Carpaccio (1465–1525/1526) foi um pintor italiano da Escola de Veneza, que estudou com Gentile Bellini. Ele é mais conhecido por um ciclo de nove pinturas chamado A Lenda de Santa Úrsula, ou Histórias de Santa Úrsula. 
Seu estilo é um tanto conservador, mostrando pouca influência do Humanismo da Renascença, que transformou a pintura do Renascimento durante a época em que viveu. Influenciou-se pelo estilo de Antonello da Messina e da arte dos Países Baixos. Por essa razão, e também porque muitos de seus melhores trabalhos permanecerem em Veneza, sua arte tem sido negligenciada em comparação a outros seus contemporâneos. 
Carpaccio nasceu em Veneza. Pouco se sabe sobre sua vida, mas acredita-se que seus principais trabalhos foram executados entre 1490 e 1519. Foi aluno de Lazzaro Bastiani, Giovanni Bellini e Antonio Vivarini, que eram chefes de um grande ateliê em Veneza. 
Em 1490, começou a pintar a famosa Lenda de Santa Úrsula, para a Scuola di Santa Orsola dedicada à Santa, uma fraternidade social e beneficente de famílias ricas de Veneza. Durante sua vida, especializou-se em pinturas que narram cenas bíblicas. Sua obra é cheia de detalhes, em um tom quase medieval.
Entre 1504 e 1508 realizou um conjunto de pinturas sobre a História da Virgem para decorar a antiga sala do Albergo da Escola de Santa Maria dos Albaneses, em Veneza, entre elas a Visitação, pinturas que actualmente se encontram dispersas por vários museus.

## Outras obras
- Caça na laguna (1490-95)
- Duas damas venezianas (1490-95)
- Histórias de Santa Úrsula (1497–1498)
- Sagrada Família e Doadores (1505)